# يوسف صالح الحميضي
يوسف صالح الحميضي، (1897 - 1992)، نائب سابق المجلس التشريعي الكويتي الأول والثاني.

## سيرته
ولد يوسف صالح محمد الصالح العيسى الحميضي في حي القبلة في مدينة الكويت سنة 1897 م، وتعلم كما يتعلم أمثاله في ذلك الوقت في الكتاتيب حيث تلا القرآن الكريم، وتعلم اللغة العربية قراءة وكتابة والحساب، واشتغل بعد الدراسة مع والده وعمه في محل تجاري يملكانه في قيصرية التجار في مدينة الكويت، فكانا يتوليان بيع السكر والأرز والشاي والقهوة والأقمشة.
أما هو فقد كان معاونا لهم في مجال مسك الدفاتر وكتابة الرسائل إلى العملاء من التجار في نجد والعراق والهند وغيرها وكان مسؤلا أمامهما عن كل ذلك، وهو أحد الاعضاء ال14 لل المجلس التشريعي الكويتي الأول، وجاء، كما انه ترشح في المجلس التشريعي الكويتي الثاني ونجح، كما نجح في انتخابات المجلس المنتخب عام 1958.

## عضوياته
- عضوا في المجلس البلدي، وبقي في عضويته لعدة دورات.
- عضوا دائما في لجنة حل المنازعات بين التجار.
- عضواً في مجلس الأوقاف العامة في الكويت.
- عضواً في مجلس وزارة الصحة.
- عضوا في مجلس المعارف.
- عضواً في مجلس غرفة تجارة الكويت لأول دورة من دوراته.
- رئيس لأول شركة من نوعها في الكويت، وهي شركة استيراد الأقمشة.